# 望京楼
35°24′34.30″N 114°4′33.47″E / 35.4095278°N 114.0759639°E
望京楼为中华人民共和国河南省卫辉市城内的一处古迹，建于明万历十九年（1591年），2006年被公布为第六批全国重点文物保护单位。

## 简介
望京楼由万历皇帝的唯一同母胞弟潞简王朱翊镠因思母（孝定皇太后）所建，现存楼体高23米，宽32米，进深19米，整体平面呈长方形，坐北朝南上下两层。望京楼为砖石结构，内砖外石，外壁青石砌筑，内壁白石镶嵌，中间有石腰檐，为中国现存形体最大的明代官式无梁殿建筑。楼内第一层顶部中央为十字形拱券，较为罕见。
望京楼顶部原有大殿，名“崇本书楼”，供朱翊镠父子藏书习画用，现已不存。楼顶独留四柱三间石牌坊一座，石柱上下遍刻“二龙戏珠”、“亭台楼阁”、“长老祝寿”、和“莲花”等图案。石坊横额刻有“诚意坊”三字，柱上刻有对联，柱下立有抱鼓石，上刻有蹲狮及花卉图案
。